# キタダケソウ
キタダケソウ（北岳草、Callianthemum hondoense）はキンポウゲ科キタダケソウ属の多年草。高山植物。

## 特徴
南アルプス北岳の固有種で、高山帯の草地に生育する。花茎の高さは10cm。先端に直径約2cmの白い花をつける。花期は6月下旬前後。他の高山植物よりも早く、登山最盛期の8月には姿を消してしまう。1931年（昭和6年）7月17日に千葉高等園芸研究科生の清水基夫が北岳山頂直下で新種のこの植物を採取し、後にキタダケソウと名付けられた。
なお、ウメザキサバノオと同一種という説がある。

## 保護上の位置づけ
- 絶滅危惧II類 (VU)（環境省レッドリスト）

- 国内希少野生動植物種、特定第一種国内希少野生動植物種（種の保存法） - 1994年

## 近縁種
- ヒダカソウ (Callianthemum miyabeanum) - 北海道・日高山脈のアポイ岳に特産する種。絶滅危惧IA類。
- カラフトミヤマイチゲ (Callianthemum sachalinense) - ロシア・サハリン（樺太）に分布する種。
- キリギシソウ (Callianthemum sachalinense var. kirigishiense) - カラフトミヤマイチゲの変種で、北海道・夕張山地の崕山（きりぎしやま）に特産する。絶滅危惧IA類。

## 関連画像
|                  |                                                      |                                                                    |
| キタダケソウの葉 | キタダケソウが自生する 南アルプス・北岳 (標高3,193m) | キタダケソウ自生地 （北岳南稜・八本歯コルを望む トラバース道付近） |